# Црна Бара (Богатић)
Црна Бара је насеље у Србији у општини Богатић у Мачванском округу. Према попису из 2022. било је 1579 становника.
Овде се налази Окућница Драгољуба Јуришића.

## Галерија
- Споменик у центру села
- Споменик у центру села
- Мурал
- Здравствена амбуланта
- Спомен-чесма
- Зграда школе

## Географске одлике
Село је на крајњем северозападу Мачве, налази се на ушћу Дрине у Саву. Обрадивих површина има око 2.772 ha од којих се већи део налази у плавном подручју где Дрина и Сава за време поплаве потопе преко 2.000 хектара.
Село је ушореног типа са 19 улица и 4 правилна раскршћа. Све улице у селу су асфалтиране а уличном расветом је покривено око 70% насеља. Пољски путеви су у веома добром стању.

## Привреда
Становништво се претежно бави ратарством, сточарством и повртарством. Од 1950. до 1980. године село је имало око 20 приватних црепана и циглана, које су због недостатка радне снаге престале са радом.

## Култура и образовање
У селу постоји осмогодишња школа „Јанко Веселиновић“ са истуреним одељењима у Глоговцу и Совљаку, црква Светог Вазнесенија (село прославља Спасовдан), пошта са аутоматском телефонском централом са преко 600 претплатника, здравствена станица, ветеринарска станица.
Културна манифестација „Хајдучке вечери“ одржава се сваке године почетком августа, некада је била једна од најмасовнијих културних манифестација у земљи која је окупљала и до 100.000 посетилаца.
У селу је 1735. године постојала црква Светог Георгија освештана 1732. године за чије подизање је заслужан Вук Исакович.

## Спортско друштво
У Црној Бари активан је фудбалским клубом „Хајдук Станко“, који је основан 1930. године. Одликује га рад са млађим категоријама (петлићима и пионирима), али и са сениорима, који се такмиче у Мачванској окружној лиги. Стадион ФК „Хајдук Станка“ налази се у црквеном дворишту у Црној Бари и капацитета је око 1000 стајаћих места. Навијачка група ФК „Хајдук Станка“ су „Хајдуци са Дрине“. Сам терен покривен је природном травом и дугачак је 102, а широк 54 метра.

## Демографија
У насељу Црна Бара живи 1836 пунолетних становника, а просечна старост становништва износи 42,4 година (41,6 код мушкараца и 43,1 код жена). У насељу има 683 домаћинства, а просечан број чланова по домаћинству је 3,32.
Ово насеље је скоро потпуно насељено Србима (према попису из 2002. године), а у последња три пописа, примећен је пад у броју становника.
У селу има 680 домаћинстава и 988 кућа, јер је доста кућа напуштено, а има и доста викенд кућа у два викенд насеља „Васин Шиб“ на Дрини (има електричну енергију) и „Ушће“ на ушћу Дрине у Саву (без електричне енергије).
|  |

| Демографија | Демографија | Демографија |
| Година      | Становника  | Становника  |
| ----------- | ----------- | ----------- |
| 1948.       | 2.813       |             |
| 1953.       | 2.909       |             |
| 1961.       | 2.836       |             |
| 1971.       | 2.726       |             |
| 1981.       | 2.606       |             |
| 1991.       | 2.462       | 2.360       |
| 2002.       | 2.270       | 2.414       |

| Етнички састав према попису из 2002.‍ | Етнички састав према попису из 2002.‍ | Етнички састав према попису из 2002.‍ | Етнички састав према попису из 2002.‍ | Етнички састав према попису из 2002.‍ |
| ------------------------------------ | ------------------------------------ | ------------------------------------ | ------------------------------------ | ------------------------------------ |
|                                      |                                      |                                      |                                      |                                      |
| Срби                                 | Срби                                 |                                      | 2.159                                | 95,11%                               |
| Роми                                 | Роми                                 |                                      | 67                                   | 2,95%                                |
| Хрвати                               | Хрвати                               |                                      | 3                                    | 0,13%                                |
| Муслимани                            | Муслимани                            |                                      | 3                                    | 0,13%                                |
| Црногорци                            | Црногорци                            |                                      | 2                                    | 0,08%                                |
| Словенци                             | Словенци                             |                                      | 1                                    | 0,04%                                |
| Македонци                            | Македонци                            |                                      | 1                                    | 0,04%                                |
| Југословени                          | Југословени                          |                                      | 1                                    | 0,04%                                |
| непознато                            | непознато                            |                                      | 16                                   | 0,70%                                |

| \| \| м \| \| \| ж \| \| ? \| 3 \| \| \| 5 \| \| 80+ \| 20 \| \| \| 21 \| \| 75—79 \| 39 \| \| \| 53 \| \| 70—74 \| 69 \| \| \| 78 \| \| 65—69 \| 97 \| \| \| 118 \| \| 60—64 \| 73 \| \| \| 85 \| \| 55—59 \| 58 \| \| \| 54 \| \| 50—54 \| 80 \| \| \| 72 \| \| 45—49 \| 94 \| \| \| 72 \| \| 40—44 \| 79 \| \| \| 66 \| \| 35—39 \| 74 \| \| \| 67 \| \| 30—34 \| 73 \| \| \| 60 \| \| 25—29 \| 69 \| \| \| 67 \| \| 20—24 \| 68 \| \| \| 71 \| \| 15—19 \| 67 \| \| \| 71 \| \| 10—14 \| 72 \| \| \| 69 \| \| 5—9 \| 48 \| \| \| 56 \| \| 0—4 \| 58 \| \| \| 44 \| \| Просек : \| 41,6 \| \| \| 43,1 \| |      |  |  |      |
| |      |  |  |      |
| | м    |  |  | ж    |
| ? | 3    |  |  | 5    |
| 80+ | 20   |  |  | 21   |
| 75—79 | 39   |  |  | 53   |
| 70—74 | 69   |  |  | 78   |
| 65—69 | 97   |  |  | 118  |
| 60—64 | 73   |  |  | 85   |
| 55—59 | 58   |  |  | 54   |
| 50—54 | 80   |  |  | 72   |
| 45—49 | 94   |  |  | 72   |
| 40—44 | 79   |  |  | 66   |
| 35—39 | 74   |  |  | 67   |
| 30—34 | 73   |  |  | 60   |
| 25—29 | 69   |  |  | 67   |
| 20—24 | 68   |  |  | 71   |
| 15—19 | 67   |  |  | 71   |
| 10—14 | 72   |  |  | 69   |
| 5—9 | 48   |  |  | 56   |
| 0—4 | 58   |  |  | 44   |
| Просек : | 41,6 |  |  | 43,1 |

| Година пописа     | 1948. | 1953. | 1961. | 1971. | 1981. | 1991. | 2002. |
| ----------------- | ----- | ----- | ----- | ----- | ----- | ----- | ----- |
| Број домаћинстава | 583   | 619   | 674   | 725   | 737   | 731   | 683   |

| Број чланова      | 1   | 2   | 3   | 4  | 5  | 6  | 7  | 8 | 9 | 10 и више | Просек |
| ----------------- | --- | --- | --- | -- | -- | -- | -- | - | - | --------- | ------ |
| Број домаћинстава | 131 | 151 | 115 | 93 | 87 | 77 | 21 | 3 | 1 | 4         | 3,32   |

| Пол    | Укупно | Неожењен/Неудата | Ожењен/Удата | Удовац/Удовица | Разведен/Разведена | Непознато |
| ------ | ------ | ---------------- | ------------ | -------------- | ------------------ | --------- |
| Мушки  | 963    | 278              | 584          | 67             | 31                 | 3         |
| Женски | 960    | 169              | 584          | 176            | 28                 | 3         |
| УКУПНО | 1.923  | 447              | 1.168        | 243            | 59                 | 6         |

| Пол    | Укупно                    | Пољопривреда, лов и шумарство | Рибарство                            | Вађење руде и камена | Прерађивачка индустрија       |
| ------ | ------------------------- | ----------------------------- | ------------------------------------ | -------------------- | ----------------------------- |
| Мушки  | 661                       | 502                           | 0                                    | 0                    | 40                            |
| Женски | 378                       | 297                           | 0                                    | 1                    | 10                            |
| Укупно | 1.039                     | 799                           | 0                                    | 1                    | 50                            |
|        |                           |                               |                                      |                      |                               |
| Пол    | Производња и снабдевање   | Грађевинарство                | Трговина                             | Хотели и ресторани   | Саобраћај, складиштење и везе |
| Мушки  | 0                         | 35                            | 16                                   | 6                    | 31                            |
| Женски | 0                         | 1                             | 21                                   | 8                    | 2                             |
| Укупно | 0                         | 36                            | 37                                   | 14                   | 33                            |
|        |                           |                               |                                      |                      |                               |
| Пол    | Финансијско посредовање   | Некретнине                    | Државна управа и одбрана             | Образовање           | Здравствени и социјални рад   |
| Мушки  | 0                         | 0                             | 12                                   | 6                    | 5                             |
| Женски | 0                         | 1                             | 2                                    | 12                   | 14                            |
| Укупно | 0                         | 1                             | 14                                   | 18                   | 19                            |
|        |                           |                               |                                      |                      |                               |
| Пол    | Остале услужне активности | Приватна домаћинства          | Екстериторијалне организације и тела | Непознато            | Непознато                     |
| Мушки  | 4                         | 0                             | 0                                    | 4                    | 4                             |
| Женски | 8                         | 1                             | 0                                    | 0                    | 0                             |
| Укупно | 12                        | 1                             | 0                                    | 4                    | 4                             |

## Значајне личности
Значајне личности које су рођене у овом селу:
- Вук Исаковић – граничарски официр у Хабзбуршкој монархији
- Милош С. Милојевић – историчар,
- Живојин Јуришић – ботаничар, оснивач Ботаничке баште у Београду,
- Јова Алексић – први ветеринар у Србији,
- Пантелија Јуришић — армијски генерал